# Уцлеви
Уцлеви (груз. უწლევი) — село в Грузии. Находится в Хашурском муниципалитете края Шида-Картли. Высота над уровнем моря составляет 800 метров. Население — 15 человек (2014).